# چیتالماری
چیتالماری (به لاتین: Chitalmari) یک منطقهٔ مسکونی در بنگلادش است که در ناحیه باگرهات واقع شده‌است. چیتالماری ۱۹۲ کیلومتر مربع مساحت و ۱۲۷٬۵۲۴ نفر جمعیت دارد.